# Асфиксия Нуар
Асфиксия Нуар (фр. Asphyxia Noir — Чёрное Удушье, урождённая Фелиция Делахойя; род. 27 июня 1989 года, Метьюэн, Массачусетс, США) — американская порноактриса и модель.

## Биография
Родилась в июне 1989 года в городе Метьюэн, расположенном в округе Эссекс, штат Массачусетс.
Дебютировала в порноиндустрии в 2009 году, в возрасте 20 лет. Работала с такими студиями, как Vivid, Evil Angel, Zero Tolerance, Pure Play Media, Voyeur Media, Girlfriends Films, Kink, Hustler, Wicked и другими.
Дебютный фильм — Girls Girls Girls 2, с участием Алексис Тексас, Джоанны Энджел, Кимберли Кейн, Мисти Доун, Пенни Флейм и Саши Грей.
В 2013 году получила три номинации на AVN Awards.
Покинула порноиндустрию в 2015 году, снявшись в общей сложности в 88 фильмах.

## Награды и номинации
| Год  | Премия      | Номинация                    | Результат | Фильм                           |
| ---- | ----------- | ---------------------------- | --------- | ------------------------------- |
| 2013 | AVN Awards  | Лучшая сцена триолизма       | Номинация | Underworld (2013)               |
| 2014 | XBIZ Awards | Лучшая актриса второго плана | Номинация | Underworld (2013)               |
| 2014 | AVN Awards  | Best Solo Sex Scene          | Номинация | Asphyxia Heels the World (2012) |

## Клипы

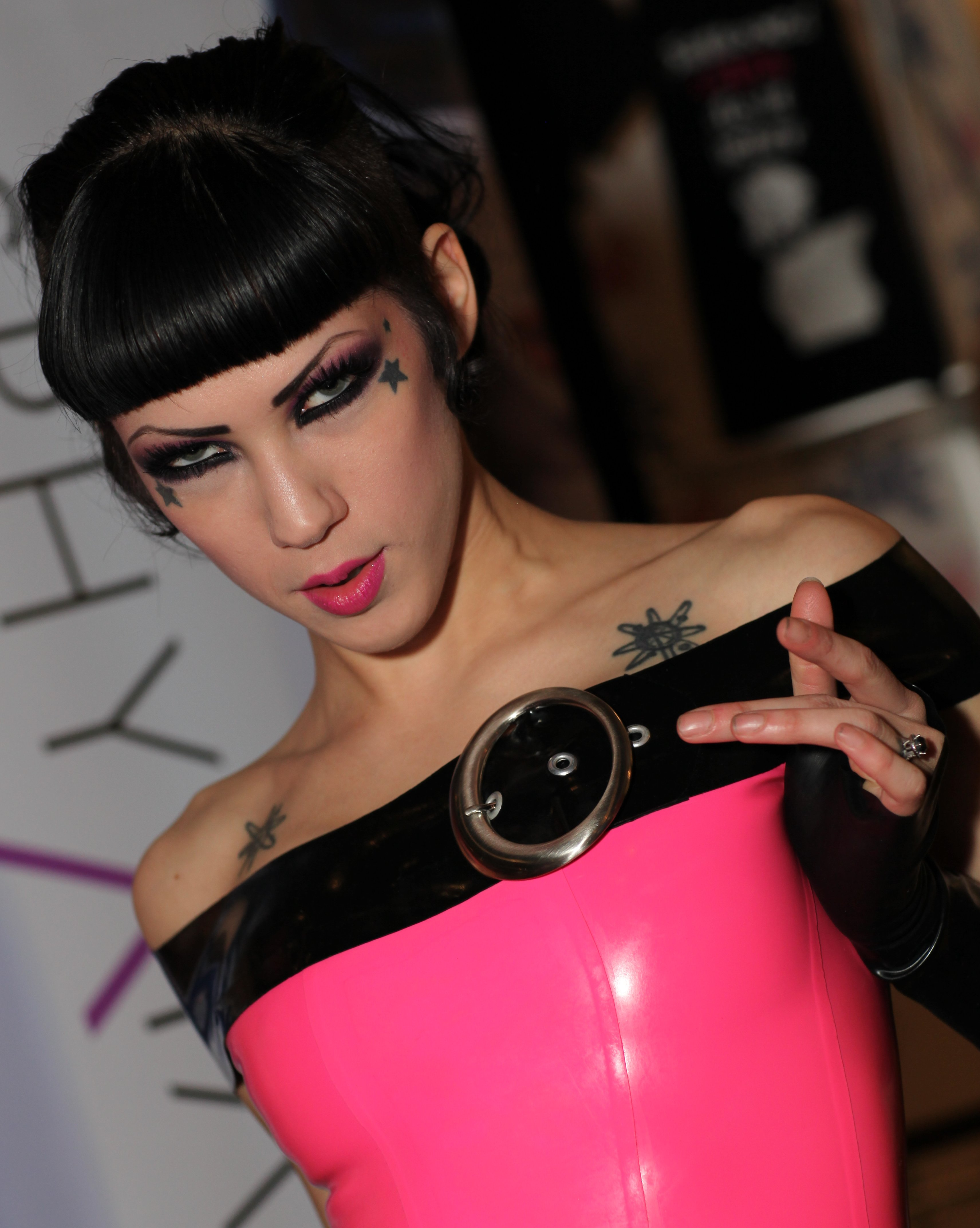
Асфиксия Нуар на AVN Expo, 2013 год

В 2011 году снялась в клипе на песню «Paradise Circus» британской группы Massive Attack.

## Избранная фильмография
- 3 Way[8],
- Beyond Fucked[9],
- Boundaries 8[10],
- Doppelganger[11],
- Girls Will Be Boys[12],
- Inked Angels 2[13],
- Lights Out, Lezbos! [14],
- Rooftop Lesbians[15],
- Virtual Footjobs[16],
- White Witch[17],
- Whores Of Darkness[18].